# Daniel Caesar
Daniel Caesar, de son vrai nom Ashton D. Simmonds, né le 5 avril 1995 à Scarborough en Ontario, est un chanteur canadien.
Après la sortie de deux EPs acclamés par la critique, soit Praise Break en 2014 et Pilgrim's Paradise en 2015, Daniel Caesar sort son premier album studio Freudian en 2017 et connaît un succès commercial via les titres Get You et Best Part.

## Biographie

### Origine et petite enfance
Daniel Caesar naît le 5 avril 1995 dans la ville de Scarborough, à l'époque indépendante de Toronto, et grandit à Oshawa. Il a trois frères et son père, Norwill Simmonds, est chanteur de gospel et membre de l'Église adventiste du septième jour,. Il arrête ses études après s'être fait exclure du lycée privé dans lequel il était scolarisé pour avoir vendu pour 2 grammes de cannabis à un camarade de classe. « Je n'ai jamais été le meilleur étudiant. Je passais beaucoup de temps en classe à écrire des chansons au lieu d'être attentif » confie-t-il sur sa scolarité à Global News. 

### Carrière

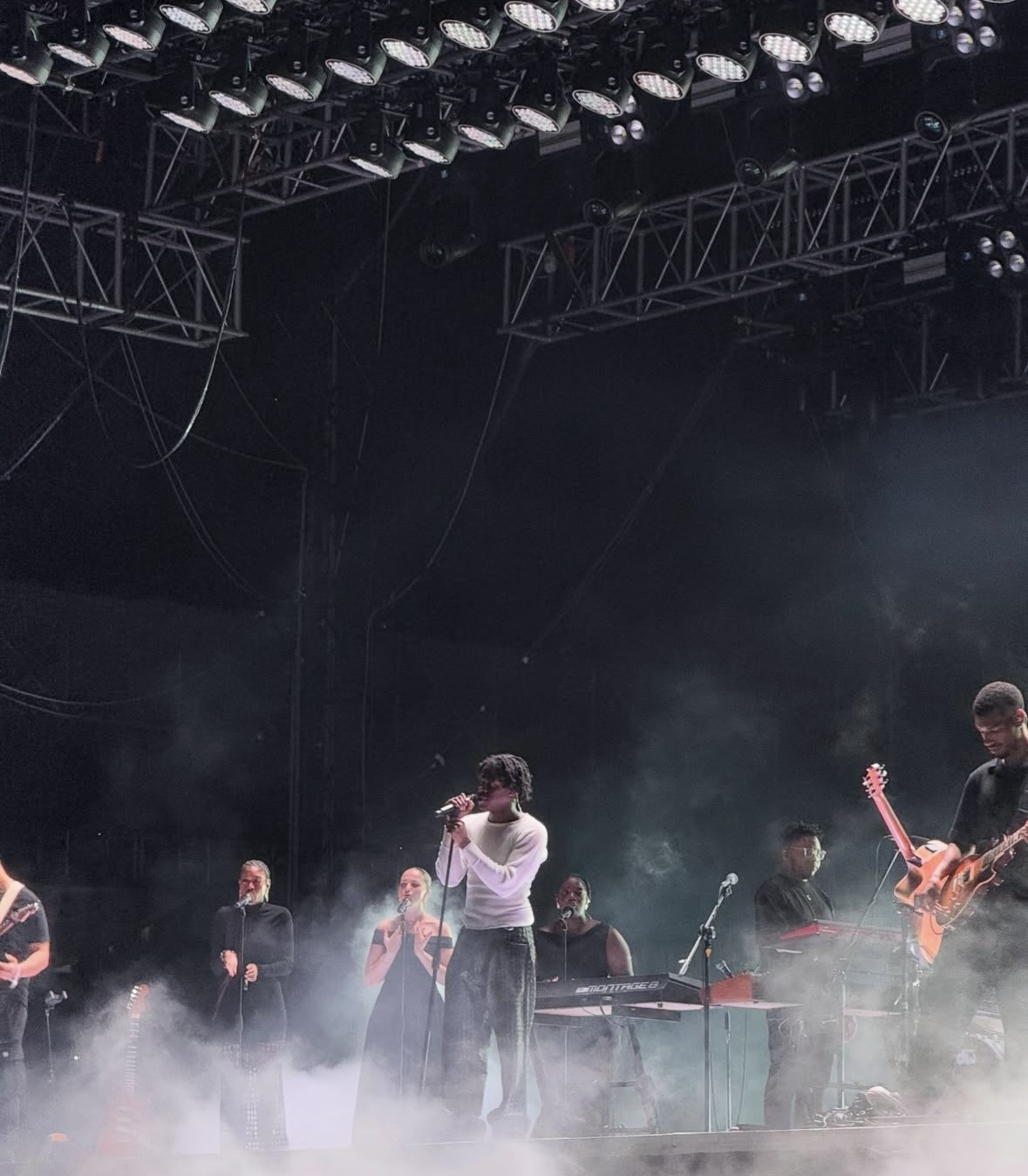
Caesar en concert à Wanderland à Manille en 2025

À la suite de cela, il part pour la capitale ontarienne, Toronto, dans l'espoir de faire décoller sa carrière musicale. Sans argent, Caesar se retrouve sans domicile fixe et dort chez des connaissances, passant d'un canapé à l'autre, ou bien passe ses nuits dans le parc Trinity-Bellwoods.
Le 22 septembre 2014, Daniel Caesar sort son premier projet en totale indépendance, un EP intitulé Praise Break, que le magazine Rolling Stone liste parmi les 20 meilleurs projets de RnB de l'année 2014.
En 2017, il connaît un fort succès critique et commercial à la suite de la sortie de son premier album, Freudian.
Daniel Caesar redresse sa route en 2019 en publiant Case Study 01 , une relève après quelques mois sans activité. 
En 2023, son album Never Enough est nommé au prestigieux prix de musique Polaris.

## Discographie

### Albums studio
- 2017 : Freudian
- 2019 : Case Study 01
- 2023 : Never Enough

### EPs
- 2014 : Praise Break
- 2015 : Pilgrim's Paradise